# Коста-Меса
Коста-Меса (англ. Costa Mesa) — город, расположенный в округе Ориндж (штат Калифорния, США) с населением 109 960 человек по статистическим данным переписи 2010 года.

## География
По данным Бюро переписи населения США Коста-Меса имеет общую площадь в 40,663 квадратного километра, из которых 40,544 кв. километра занимает земля и 0,119 кв. километра — вода. Площадь водных ресурсов составляет 0,3 % от всей его площади.
Город Коста-Меса расположен на высоте 30 метров над уровнем моря.

## История
1 ноября 1776 года Миссия Сан-Хуан-Капистрано стала первым постоянным европейским поселением в Альта-Калифорнии. В 1810 году Испанская империя предоставила 62 500 акров (253 км2) Хосе Антонио Йорбе, который назвал эту территорию Ранчо Сантьяго-де-Санта-Ана. Ранчо Йорбы включало земли, где сегодня находятся калифорнийские города Олив, Ориндж, Вилла-Парк, Санта-Ана, Тастин, Коста-Меса и Ньюпорт-Бич. После мексикано-американской войны в 1848 году Верхняя Калифорния стала частью Соединённых Штатов и в эту область стали прибывать американские поселенцы.

## Демография
По данным переписи населения 2010 года в Коста-Месе проживало 109 960 человек. Средняя плотность населения составляла около 2712,1 человека на один квадратный километр.
Расовый состав города по данным переписи распределился следующим образом: 75 335 (68,5 %) — белых, 1640 (1,5 %) — чёрных или афроамериканцев, 8654 (7,9 %) — азиатов, 686 (0,6 %) — коренных американцев, 527 (0,5 %) — выходцев с тихоокеанских островов, 17 992 (16,4 %) — других народностей, 5126 (4,7 %) — представителей смешанных рас. Испаноязычные или латиноамериканцы составили 35,8 % от всех жителей (39 403 человека).
Население по возрастному диапазону по данным переписи распределилось следующим образом: 23 682 человека (21,5 %) — жители младше 18 лет, 12 847 человек (11,7 %) — от 18 до 24 лет, 21 061 человек (19,2 %) — от 25 до 34 лет, 25 015 человек (22,7 %) — от 35 до 49 лет, 17 241 человек (15,7 %) — от 50 до 64 лет и 10 114 человек (9,2 %) — в возрасте 65 лет и старше. Средний возраст жителей составил 33,6 года. Женщины составили 49,1 % (53 992 человека) от всех жителей города, мужчины 50,9 % (55 968 человек).